# Relazioni bilaterali tra Italia e Kurdistan iracheno
Le relazioni bilaterali tra Italia e regione del Kurdistan sono le relazioni estere tra l'Italia e la regione del Kurdistan. L'Italia ha un consolato generale a Erbil, mentre la regione del Kurdistan ha una rappresentanza a Roma. Le relazioni sono descritte come "forti" e l'Italia ha una presenza militare nella regione del Kurdistan.
Numerosi incontri di alto livello si sono tenuti tra l'Italia e la regione del Kurdistan. Nel novembre 2005, il presidente curdo Mas'ud Barzani visitò il primo ministro italiano Berlusconi a Roma, e di nuovo nel 2009. Nel settembre 2012, il presidente Barzani ha incontrato il ministro degli Esteri italiano Giulio Terzi a Roma per discutere dei legami economici e culturali.  Barzani ha visitato nuovamente l'Italia a maggio 2014, incontrando la ministro degli Esteri Federica Mogherini. Tre mesi dopo, il Primo Ministro Matteo Renzi visitò Erbil per rafforzare i legami politici e militari.
Le due parti hanno firmato un accordo ambientale nel luglio 2017, volto ad assistere il governo curdo con la tecnologia relativa ai cambiamenti climatici.

## Aiuto militare italiano al Kurdistan
Nel dicembre 2015, il Primo Ministro Matteo Renzi decise di inviare 450 soldati italiani nella regione del Kurdistan, per proteggere la diga di Mosul controllata dai curdi, durante la ricostruzione da parte della società italiana Trevi Sp.A. Inoltre, i soldati italiani hanno addestrato circa 7000 soldati curdi, a partire da gennaio 2017. Per quanto riguarda l'aiuto militare, l'Italia ha inviato 100 mitragliatrici, una quantità sconosciuta di missili anticarro e un elicottero Boeing CH-47 Chinook in Kurdistan. Altri aiuti includono 2.000 granate a propulsione e un milione di proiettili di munizioni, che l'Italia ha sequestrato da una nave legata al blocco della Serbia nel 1994. La regione del Kurdistan è anche la base per 8 elicotteri italiani; quattro Agusta A129 Mangustas e quattro NHIndustries NH90. Nell'aprile 2017, la console generale italiana Serena Muroni dichiarò che l'Italia avesse ricevuto 11 soldati curdi feriti per un adeguato trattamento medico.
Durante il suo viaggio a Erbil nel luglio 2015, la ministra della Difesa italiana Roberta Pinotti dichiarò che "l'Italia stava accanto al Kurdistan nella "sfida comune" di combattere il gruppo dello Stato islamico".